# Stardust Crusaders
Stardust Crusaders (スターダストクルセイダース?, Sutādasuto Kuruseidāsu) è la terza parte del manga Le bizzarre avventure di JoJo di Hirohiko Araki, scritta e disegnata tra il 1989 e 1992.

## Trama
La storia prende le mosse nel 1988 con una spiacevole sorpresa: Dio Brando è ancora vivo. Nello scontro finale con Jonathan Joestar la sua testa, staccata dal corpo, negli ultimi attimi prima dell'esplosione della nave su cui viaggiavano, riuscì ad appropriarsi del corpo del rivale, per poi rinchiudersi in un baule e sprofondare nelle profondità marittime. Dopo poco meno di cento anni, la bara viene recuperata e portata in superficie da un gruppo di incauti marinai; toccherà allora a Jotaro Kujo affrontare il potente nemico. Questi è il nipote giapponese di Joseph Joestar (nipote di Jonathan), che scopre di possedere, come il nonno, uno Stand: una capacità di percezione extrasensoriale che si concretizza in un corpo spirituale diverso da persona a persona. Questo potere è risvegliato nella famiglia Joestar dai segnali di pericolo che manda il corpo di Jonathan di cui Dio si è impadronito, dopo che egli stesso ha attivato il suo Stand; ma se Jotaro e Joseph riescono a controllare la nuova incredibile capacità, non si può dire lo stesso per Holly, la madre di Jotaro e figlia di Joseph, in serio pericolo di vita. Per salvarla l'unico rimedio è uccidere Dio, che si trova al Cairo; inizia, così, un avventuroso viaggio dal Giappone fino all'Egitto, toccando diverse tappe in Asia, nel quale Jotaro e suo nonno, assieme ad altri alleati portatori di Stand, ovvero Mohammed Abdul, Noriaki Kakyoin, Iggy e Jean Pierre Polnareff, affrontano numerosi nemici mandati da Dio, tutti dotati di Stand. Arrivati infine in Egitto, dopo una durissima resa dei conti, Dio viene definitivamente sconfitto.

## Personaggi
Jotaro Kujo
Jotaro Kujo (空条 承太郎?, Kūjō Jōtarō), soprannominato JoJo, è il protagonista della serie. Nipote giapponese di Joseph Joestar, ha un'enorme resistenza, forza fisica e un atteggiamento brusco e da delinquente. Il suo Stand Star Platinum (星の白金?, Sutā Purachina) simboleggia La Stella degli Arcani maggiori ed è dotato di incredibile forza, velocità e precisione. Per salvare la madre Holly, il giovane inizia un avventuroso viaggio dal Giappone fino all'Egitto con il gruppo di suoi alleati portatori di Stand affrontando numerosi nemici. Alla fine della serie Jotaro riuscirà a sconfiggere Dio.
Nell'anime è doppiato da Daisuke Ono, nel drama CD da Kiyoyuki Yanada, negli OAV è doppiato in originale da Jūrōta Kosugi e in italiano da Ivo De Palma negli OAV e da Mattia Bressan Nell'anime.
Joseph Joestar
Joseph Joestar (ジョースタ ジョセフ?, Josefu Jōsutā) è il nonno di Jotaro e padre di Holly, già protagonista della serie precedente Battle Tendency. Il suo Stand è chiamato Hermit Purple (隠者の紫?, Hāmitto Pāpuru), che simboleggia L'Eremita degli Arcani maggiori, la cui natura risiede in realtà nella tecnica delle Onde Concentriche. Esso gli permette di produrre dei rovi dalla mano, i quali hanno il potere di effettuare previsioni o di percepire cose a distanza distruggendo determinate apparecchiature elettroniche come televisori o macchine fotografiche istantanee.
Nell'anime è doppiato da Unshō Ishizuka, nel drama CD da Kenji Utsumi (primo e terzo disco) e Gorō Naya (secondo disco), negli OAV è doppiato in originale da Chikao Ōtsuka e in italiano da Enrico Bertorelli.
Mohammed Abdul
Mohammed Abdul (モハメド・アヴドゥル?, Mohamedo Avuduru) è un indovino egiziano. È uno dei primi a entrare in contatto con Dio Brando dopo la sua resurrezione, ma riesce a mettersi in salvo prima di venire schiavizzato dal vampiro. Accompagna Joseph in Giappone per incontrare Jotaro, e in seguito si unisce al gruppo nel viaggio verso l'Egitto per sconfiggere Dio, fornendo informazioni e indicazioni sugli utilizzatori sugli Stand nemici e sulle culture locali lungo il percorso. In India viene sorpreso da un attacco combinato di J.Geil e Hol Horse e creduto morto. Colpito in realtà di striscio, si riunisce al gruppo in Arabia. In seguito Abdul incontra la morte nel palazzo di Dio: sacrificandosi per salvare Polnareff e Iggy, il suo corpo viene vaporizzato dallo Stand di Vanilla Ice. Il suo Stand è Magician Red (魔術師の赤?, Majishanzu Reddo), che simboleggia Il Bagatto degli Arcani maggiori e che gli permette di generare e manipolare le fiamme.
Nell'anime è doppiato da Kenta Miyake, nel drama CD da Akio Ōtsuka, negli OAV è doppiato in originale da Kiyoshi Kobayashi e in italiano da Marco Balbi.
Noriaki Kakyoin
Noriaki Kakyoin (花京院 典明?, Kakyōin Noriaki) è il primo avversario affrontato da Jotaro, che si scopre essere manovrato da Dio Brando. Liberato dal controllo del nemico, Kakyoin si unisce al gruppo di JoJo e si rivela un alleato prezioso. Grazie alla sua sincerità e alla sua onestà, Kakyoin si conquista la fiducia di tutto il gruppo, e la sua mente lucida e brillante è stata determinante per la vittoria sui nemici in più di un'occasione. Arrivati in Egitto, Kakyoin deve lasciare il gruppo per un certo periodo per rimettersi da una ferita agli occhi. Si ricongiungerà agli altri prima di entrare nel palazzo di Dio. In seguito Kakyoin tende una trappola a Dio, ma viene tuttavia colpito a morte dal vampiro grazie al potere del suo Stand. Prima di morire, intuisce la natura dello Stand di Dio e riesce a comunicarla ai suoi compagni. Il suo Stand è Hierophant Green (法皇の緑?, Haierofanto Gurīn), che simboleggia Il Papa degli Arcani maggiori e che può srotolarsi e allungarsi a suo piacimento e controllare le persone dall'interno o eseguire attacchi a distanza a base di proiettili cristallini.
Nell'anime è doppiato da Daisuke Hirakawa, nel drama CD da Shō Hayami, negli OAV è doppiato in originale da Hirotaka Suzuoki e in italiano da Diego Sabre.
Jean Pierre Polnareff
Jean Pierre Polnareff (ジャン＝ピエール ポルナレフ?, Jan-Piēru Porunarefu) è un ragazzo francese spavaldo, allegro e presuntuoso; è l'elemento comico della squadra: non sono poche, infatti, le occasioni in cui la sua incoscienza e la sua poca astuzia lo cacciano in situazioni imbarazzanti. Messosi in viaggio per trovare l'assassino di sua sorella minore, inizialmente, posseduto da Dio, affronta il gruppo di Jojo a Hong Kong, ma viene sconfitto da Abdul e liberato dal controllo del vampiro. Decide quindi di unirsi al gruppo capendo che è l'unico modo per trovare chi ha ucciso sua sorella, ovvero J. Gail, sottoposto di Dio che affronterà e ucciderà durante il viaggio. Lo Stand di Polnareff è Silver Chariot (銀の戦車?, Shirubā Chariottsu), che simboleggia Il Carro degli Arcani maggiori e si presenta come un cavaliere in armatura che brandisce un fioretto; liberandosi dell'armatura, lo Stand può inoltre incrementare esponenzialmente la sua velocità a discapito di una minore resistenza ai colpi nemici.
Polnareff compare anche in Vento Aureo, saga ambientata tredici anni dopo i fatti di Stardust Crusaders, ridotto su una sedia a rotelle e privo di un occhio dopo uno scontro con il nemico principale della serie, Diavolo, avvenuto prima dei fatti narrati nella storia. Aiuterà Giorno e compagni a scoprire la vera natura della Freccia che crea gli stand, dandogli così una grossa mano per sconfiggere il capo di Passione. Ferito a morte da Diavolo, colpisce il suo Stand con la Freccia, causandone l'evoluzione in Silver Chariot Requiem, il quale ottiene il potere di addormentare e di scambiare la mente e spirito degli individui vicino a lui. Per effetto dello Stand, l'anima di Polnareff finisce nel corpo della tartaruga Coco Jumbo.
Nell'anime è doppiato da Fuminori Komatsu, nel drama CD è doppiato da Ken Yamaguchi, negli OAV è doppiato in originale da Katsuji Mori e in italiano da Riccardo Lombardo.
Iggy
Iggy (イギー?, Igī) è un cane, si presume Boston terrier, che si unisce al gruppo di JoJo e gli altri al loro arrivo in Egitto, inviato come rinforzo dalla fondazione Speedwagon. Abdul lo trovò tra le strade di New York, dove regnava come imperatore dei randagi e dove nessun accalappiacani era riuscito a catturarlo. Iggy si rivela essere parecchio codardo e egoista, evitando lo scontro con la maggior parte dei portatori di Stand incontrati durante il viaggio, ma dimostra la sua intelligenza durante la sua lotta con Pet Shop, durante il quale perde la zampa anteriore sinistra, e il suo coraggio e la sua lealtà quando salva Polnareff da Vanilla Ice, morendo nel tentativo. Il suo stand The Fool (愚者?, Za Fūru), che simboleggia Il Matto degli Arcani maggiori, è interamente composto di sabbia e può cambiare forma a piacimento e attaccare.
Nell'anime è doppiato da Misato Fukuen.
Holly Joestar
Holly Joestar (ホリィ ジョースター?, Horii Jōsutā) è la figlia di Joseph Joestar e Suzi Q, moglie di Sadao Kujo e madre di Jotaro. Vive da più di venti anni in Giappone e si fa chiamare anche Seiko. Quando Joseph rivela a Jotaro dell'esistenza degli Stand, anche Holly viene influenzata dal ritorno di Dio e anche lei sviluppa uno Stand. La forza d'animo di Holly non è però forte come quella degli altri, e la donna rischia di soccombere uccisa dal proprio potere. L'unico modo per salvarla è eliminare Dio Brando, e questo fa sì che Jotaro e Joseph inizino il loro viaggio alla ricerca del nemico. Holly si riprende una volta sconfitto Dio per mano di Jotaro.
Nell'anime è doppiata da Reiko Takagi, nel drama CD da Rika Fukami, negli OAV è doppiata in originale da Rei Sakuma e successivamente da Arisa Andō, in italiano da Marina Thovez.
Dio Brando
Dio Brando (ディオ ブランドー?, Dio Burandō) è l'antagonista principale della serie, ruolo già ricoperto nella prima serie Phantom Blood. Il suo Stand è chiamato The World (世界?, Za Wārudo), che simboleggia Il Mondo degli Arcani maggiori, uno Stand a corto raggio simile a Star Platinum e con il potere di fermare il tempo per brevi intervalli. Possiede inoltre un secondo Stand senza nome, in realtà appartenente al corpo di Jonathan Joestar, che si manifesta come una versione più precisa e funzionale dell'Hermit Purple di Joseph a causa della sua natura, che risiede nelle Onde Concentriche.
Nell'anime è doppiato da Takehito Koyasu, nel drama CD è doppiato da Norio Wakamoto, negli OAV è doppiato in originale da Nobuo Tanaka e in italiano da Marco Balzarotti.
Vanilla Ice
Vanilla Ice (ヴァニラ アイス?, Vanira Aisu) è il più fidato tirapiedi di Dio Brando. Il suo Stand è Cream (クリーム?, Kurīmu), capace di creare un vuoto invisibile e sferico dopo essersi autodivorato. Ogni volta che un oggetto viene toccato dalla sfera, questo è risucchiato nel vuoto. Dopo aver provato la sua fedeltà a Dio decapitandosi di fronte a lui, Dio Brando gli ridà la vita trasformandolo in un vampiro utilizzando il suo stesso sangue. Combatte strenuamente contro Polnareff, Iggy e Abdul, riuscendo a eliminare gli ultimi due uccidendoli. Durante un estenuante combattimento contro Polnareff, in cui entrambi rimangono feriti gravemente, Vanilla, essendo egli stato trasformato in un vampiro, finisce in cenere a contatto coi raggi solari.
Nell'anime è doppiato da Sho Hayami, negli OAV è doppiato in originale da Takeshi Aono e in italiano da Lorenzo Scattorin.
Hol Horse
Hol Horse (ホル ホース?, Horu Hōsu) è un arrogante cowboy dongiovanni che con il suo Stand a forma di pistola, che sa controllare la traiettoria dei proiettili, attacca Abdul a Calcutta. Messo alle strette da Jotaro, Joseph, Polnareff e Kakyoin, riesce a fuggire grazie all'intervento di Nena, giovane ragazza sua spasimante. Successivamente Hol Horse tornerà in più occasioni, prima in Pakistan insieme alla vecchia Enya, la quale tenterà di ucciderlo considerandolo responsabile della morte di suo figlio J. Geil per averlo abbandonato, e poi insieme al nuovo partner Boingo dove finirà vittima del suo stesso stand. Tenterà anche di uccidere Dio Brando, ma rimane atterrito dalla potenza che emana anche semplicemente leggendo un libro. Il suo Stand si chiama The Emperor (皇帝?, Enperā), che simboleggia L'Imperatore degli Arcani maggiori.
Nell'anime è doppiato da Hidenobu Kiuchi, nel drama CD è doppiato da Keiichi Nanba, negli OAV è doppiato in originale da Norio Wakamoto e in italiano da Claudio Moneta.
J. Geil
J. Geil (J・ガイル?, J. Gairu) è un uomo deforme e storpio che possiede due mani destre. Responsabile dello stupro ed omicidio di Cherie Polnareff, la sorella di Jean-Pierre, è ricercato da quest'ultimo che reclama vendetta. Il suo Stand si chiama Hanged Man, che simboleggia L'Appeso degli Arcani maggiori, ed ha il potere di riflettersi in ogni tipo di superficie riflettente, occhi compresi. Figlio della vecchia Enya (dalla quale ha ereditato la malformazione alla mano), viene inviato insieme a Hol Horse in missione a Calcutta, dove apparentemente uccide Abdul con una coltellata alla schiena (più il proiettile sparato da Hol Horse). Viene affrontato e ucciso definitivamente da Polnareff, con l'aiuto di Kakyoin nel deserto indiano.
Nell'anime è doppiato da Takuya Kirimoto, nel drama CD è doppiato da Shigeru Chiba, negli OAV è doppiato in originale da Mugihito e in italiano da Giovanni Battezzato.
Enya Geil
Enya Geil (エンヤ ガイル?, En'ya Gairu) è una vecchia donna con due mani destre, al servizio diretto di Dio Brando e madre di J. Geil. Il suo Stand si chiama Justice (正義?, Jasutisu) e simboleggia La Giustizia degli Arcani maggiori. Trasformandosi in nebbia, lo Stand è in grado di penetrare nel corpo delle persone tramite le ferite, portandole a muoversi come una marionetta ai suoi ordini. Tale potere funziona anche sui cadaveri, il che permette ad Enya di poter contare su un esercito di morti al suo servizio. Può anche creare realistiche illusioni. Dopo la morte del figlio per mano di Polnareff, decide di vendicarsi e attacca di persona il gruppo di JoJo in un cimitero che, grazie al potere del suo stand, ha assunto le sembianze di un villaggio. Dopo aver ferito gravemente Hol Horse, considerato colpevole di aver lasciato morire J. Geil, attacca Polnareff mettendolo alle strette, ma viene sconfitta da Jotaro. Rimasta priva di conoscenza, viene trasportata da JoJo e gli altri fino a Karachi, dove troverà la morte per mano di Steely Dan, sicario inviato da Dio Brando, il quale temeva che Enya avrebbe potuto rivelare ai nemici la natura del proprio Stand. Conosce il potere di The World e ha insegnato a Dio come manovrarlo. Possedeva l'Arco e la Freccia e tramite questi antichi artefatti ha creato la schiera di guerrieri agli ordini di Dio e, probabilmente, lo stesso The World.
Nell'anime è doppiata da Reiko Suzuki, negli OAV è doppiata in originale da Rika Fukami e in italiano da Elisabetta Cesone.
Altri personaggi
- Grey Fly (グレーフライ?, Gurēfurai) è il primo vero nemico incontrato da JoJo e gli altri. È un vecchio uomo conosciuto per compiere stragi di massa facendoli passare per incidenti fortuiti. Il suo Stand, simile ad un cervo volante dotato di forza e velocità sovrumane, è chiamato Tower of Grey e simboleggia La Torre degli Arcani maggiori. Viene affrontato e sconfitto da Kakyoin a bordo dell'aereo diretto a Bangkok, ma costretto ad un ammaraggio di fortuna nei pressi di Hong Kong. Nell'anime è doppiato da Katsumi Cho.
- Il Capitano Tennille (キャプテン・テニール?, Kyaputen Tenīru) è il capitano della nave che aveva il compito di condurre JoJo e gli altri da Hong Kong verso Singapore. Il vero capitano, però, è stato ucciso al porto di Hong Kong ed un impostore portatore di stand aveva rubato la sua identità per attaccare Jotaro, Joseph e gli altri in alto mare. Il suo Stand è Dark Blue Moon, che simboleggia La Luna degli Arcani maggiori, ed ha l'aspetto di un essere marino dotato di grande forza e capace di creare dei parassiti sui corpi delle vittime. Viene smascherato ed eliminato da Jotaro Kujo. Nell'anime è doppiato da Tesshō Genda.
- Forever (フォーエバー?, Fōebā) è un orangotango incredibilmente intelligente, ma comunque incapace di parlare, che attacca JoJo e gli altri sopra un relitto nel mare di Hong Kong da lui trasformato con il suo potere in una nave di cui può manovrare ogni singolo elemento. Il suo Stand è Strength, che simboleggia La Forza degli Arcani maggiori. Viene sconfitto da Jotaro. Nell'anime è doppiato da Kappei Yamaguchi.
- Devo il Maledetto (呪いのデーボ?, Noroi no Dēbo) è uno sciamano assoldato da Dio per attaccare JoJo e gli altri a Singapore. Con il suo potere vudù è in grado di lanciare maledizioni sui malcapitati, e attacca Polnareff nella sua camera d'albergo tramite un pupazzo di stoffa. Il francese riesce però ad avere la meglio dopo un duro scontro. Il suo Stand si chiama Ebony Devil, che simboleggia Il Diavolo degli Arcani maggiori, e consiste in una bambola che attacca con ferocia e potenza proporzionale alle ferite subite dal portatore. Nell'anime è doppiato da Shouto Kashii.
- Rubber Soul (ラバーソール?, Rabāsōru) è un sicario inviato a Singapore con il compito di eliminare Jotaro. Con il suo potere assume le sembianze di Kakyoin e attacca Jotaro sulla funivia, distruggendola e precipitando in mare. JoJo riesce ad avere la meglio su di lui e a farsi rivelare alcuni dettagli sui portatori di Stand che troverà sul proprio cammino. Il suo Stand è chiamato Yellow Temperance, che simboleggia La Temperanza degli Arcani maggiori, e consiste in un ammasso di carne che può mutare forma e aumentare la sua forza man mano che mangia. Nell'anime è doppiato da Shinji Kawada.
- Nena (ネーナ?, Nēna) viene presentata come un'ingenua ragazza innamorata di Hol Horse, tanto che riuscirà a farlo fuggire proteggendolo da JoJo e gli altri. Successivamente viene rivelato che Nena è in realtà portatrice di uno Stand, The Empress, che simboleggia L'Imperatrice degli Arcani maggiori, in grado di far germinare sul corpo della vittima un seme, da cui nasce una creatura vivente completamente indipendente dalla volontà della vittima stessa. Attacca il vecchio Joseph Joestar nella città di Varanasi, il quale però riesce a sconfiggere lo Stand nemico con il suo Hermit Purple. Inoltre viene rivelato che la vera Nena, brutta e grassa, aveva soltanto preso l'aspetto di una bella e giovane ragazza. Nell'anime è doppiata da Satsuki Yukino, negli OAV è doppiata in originale da Megumi Toyoguchi e in italiano da Donatella Fanfani.
- ZZ (ズィーズィー?, Zīzī) è l'utilizzatore dello Stand Wheel of Fortune, La Ruota degli Arcani maggiori, che ha l'aspetto di un'automobile corazzata che il portatore può modificare a proprio piacimento. Attacca JoJo e gli altri durante il viaggio per il Pakistan e viene sconfitto dopo un inseguimento nel deserto. Nell'anime è doppiato da Masami Iwasaki.
- Steely Dan (スティーリー ダン?, Sutīrī Dan) è un arrogante damerino di bell'aspetto che possiede uno Stand microscopico che entra nel corpo dei nemici e riversa su di loro tutti i danni subiti dal portatore amplificandoli considerevolmente. Lo Stand è chiamato The Lover, che simboleggia L'Innamorato degli Arcani maggiori, ed è definito da Dan stesso lo Stand dei Tarocchi più debole in circolazione, ma che saputo usare si potrebbe rivelare il più letale. A Karachi, dopo aver eliminato la vecchia Enya su ordine di Dio Brando, prende di mira Joseph Joestar, ma viene sconfitto da Jotaro e Kakyoin. Nell'anime è doppiato da Daisuke Kishio.
- Arabia Fats (アラビア ファッツ?, Arabia Fattsu) è un portatore di Stand che allestisce un'imboscata a JoJo e gli altri nel deserto arabo. Il suo Stand, The Sun, ovvero Il Sole degli Arcani maggiori, ha il potere di creare una replica del sole in grado di aumentare la temperatura e di emanare raggi di calore. Viene sconfitto da Jotaro che lo colpisce con un sasso dopo aver scoperto il suo nascondiglio. Il suo vero nome non è menzionato nel manga. Nell'anime è doppiato da Manabu Sakamaki.
- Mannish Boy (マニッシュ ボーイ?, Manisshu Bōi) è un neonato dotato di una sadica capacità di ragionamento che viene affidato temporaneamente a JoJo e gli altri. In realtà è un portatore di uno Stand a forma di clown che ha il potere di manipolare i sogni; inoltre al risveglio le vittime non ricorderanno niente. Kakyoin è il solo che non si fida del bambino e infatti toccherà a lui sconfiggerlo mentre gli altri non gli credono. Alla fine Kakyoin riesce a salvare i compagni portando il suo stand nel mondo dei sogni, che continuano però a non sospettare niente, e per punire Mannish Boy gli fa mangiare le sue feci durante il cambio del pannolino. Il suo Stand si chiama Death 13 e simboleggia La Morte degli Arcani maggiori. Nell'anime è doppiato da Ikue Ōtani.
- Cameo (カメオ?, Kameo) è il portatore dello Stand Judgement, ovvero Il Giudizio degli Arcani maggiori, che ha l'apparenza di un genio della lampada in grado di esaudire i desideri manipolando l'argilla. Tali desideri si ritorcono contro chi li ha espressi. Polnareff chiede che vengano resuscitati sua sorella Cherie ed Abdul, i quali però tentano poi di divorarlo. Sopraggiunge però il vero Abdul che lo sconfigge. Nell'anime è doppiato da Kinryū Arimoto.
- Midler (ミドラー?, Midorā) è un'utilizzatrice di Stand che appare solamente in due vignette del manga, senza però essere mostrata in volto (nel gioco per Ps1, tuttavia, appare come una bella danzatrice del ventre). Il suo stand è High Priestess, che simboleggia La Papessa degli Arcani maggiori, che attacca JoJo e gli altri durante la loro traversata in sommergibile del Mar Rosso riuscendo ad affondarli,  e quando il gruppo cerca di attraversare il poco mare rimasto a nuoto li attacca tramutando il suo Stand in una finta caverna e cerca di masticarli, ma Jotaro riesce a sconfiggerla spezzandole tutti i denti. Ha il potere di manipolare qualsiasi oggetto a base di minerali, fondendosi con esso. Nell'anime è doppiata da Aya Hisakawa.
- N'Dour (ンドゥール?, Ndūru) è il primo portatore di Stand delle divinità egizie ad essere incontrato da Jotaro e gli altri. Il suo Stand è Geb ed è in grado di manipolare l'acqua e può spostarsi tramite il suono. N'Dour è cieco e cammina con un bastione e viene sconfitto da Jotaro, con l'aiuto di Iggy, dopo un combattimento nel deserto. Dopo la sconfitta, decide di suicidarsi colpendosi alla testa con un getto d'acqua ad alta pressione, per evitare che i nemici lo interroghino in merito ai prossimi avversari che dovranno affrontare. Nell'anime è doppiato da Kentarō Itō, negli OAV è doppiato in originale da Koji Nakata e in italiano da Gianluca Iacono.
- Oingo (オインゴ?) e Boingo (ボインゴ?) sono due fratelli, portatori rispettivamente degli Stand Khnum e Thoth. Oingo è il fratello maggiore e il suo Stand gli permette di assumere ogni sembianza, altezza e odore, mentre Boingo è il fratello minore ed il suo Stand ha l'aspetto di un fumetto in grado di prevedere il futuro prossimo in maniera infallibile, ma non sempre chiara e dettagliata. Oingo tenta di eliminare il gruppo per due volte: la prima avvelenandogli il tè, la seconda tramite una bomba dall'aspetto di arancia, fallendo però ogni tentativo. Dopo la sconfitta di Oingo, Boingo si allea con Hol Horse per vendicare il fratello, fallendo nuovamente. Nell'anime sono doppiati da Makoto Yasumura e Motoko Kumai.
- Anubi (アヌビス?, Anubisu), dal dio Anubi, è uno Stand autonomo a forma di scimitarra che sceglie e cambia di volta in volta il proprio portatore. Il portatore originale era uno spadaccino chiamato Caravan Serai (キャラバン サライ?, Kyarabansarai) (menzionato solo nell'anime) morto circa 500 anni fa. Dopo aver vissuto per secoli in un museo, viene ritrovato da un contadino di nome Chaka (チャカ?, Chaka) nei pressi di Kôm Ombo. Anubi viene poi preso in custodia da Polnareff, che sconfigge facilmente Chaka e non ha sospetti sulla spada. Nella città di Edfu tenta di uccidere Polnareff impossessandosi del barbiere che gli stava tagliando i capelli di nome Khan (カーン?, Kān), dopodiché si impossessa di Polnareff stesso, il quale tenta di uccidere Jotaro. Infine però, Anubi viene accidentalmente scagliato da Iggy nel Nilo, finendo per arrugginire in fondo al fiume. La spada può memorizzare gli attacchi dei nemici con cui ha combattuto in precedenza e attraversare gli oggetti solidi. Nell'anime Chaka è doppiato da Anri Katsu, Khan è doppiato da Hidenari Ugaki e Anubi è doppiato da Yasunori Matsumoto.
- Mariah (マライヤ?, Maraiya) è una giovane donna molto attraente, ed è la portatrice dello Stand Bastet, che ha l'aspetto di una presa elettrica in grado di infliggere pesi magnetici sulle sue vittime. Attacca Joseph e Abdul a Luxor magnetizzando i loro corpi e facendoli attrarre a vicenda. I due però riescono a sconfiggerla con l'ingegno schiacciandola tra oggetti metallici attirati dai loro due corpi. Nell'anime è doppiata da Ayahi Takagaki.
- Alessi (アレッシー?, Aresshi) è un mercenario al servizio di Dio dal carattere sadico e vigliacco, ed è li portatore dello Stand Seth, che ha il potere di regredire l'età, fino allo stato fetale, di chiunque entri in contatto con la sua ombra. A Luxor trasforma Polnareff e Jotaro in dei bambini, ma viene fermato e sconfitto da quest'ultimo. Nell'anime è doppiato da Masaya Onosaka.
- Daniel J. D'Arby (ダニエル J・ダービー?, Danieru J. Dābī) è un giocatore d'azzardo che eccelle nel barare. Il suo Stand è Osiris, che trasforma le anime degli sfidanti battuti in fiche. Dopo aver battuto Polnareff e Joseph, sfida anche Jotaro ad una partita a poker, il quale riesce però a sconfiggerlo barando con astuzia e freddezza e a liberare gli altri. Nell'anime è doppiato da Banjō Ginga, negli OAV è doppiato in originale da Kenji Utsumi e in italiano da Oliviero Corbetta.
- Pet Shop (ペット ショップ?, Petto Shoppu) è un falcone posto a guardia del palazzo di Dio Brando al Cairo. Il suo Stand è Horus che gli permette di abbassare la temperatura e di lanciare proiettili di ghiaccio. Viene affrontato e sconfitto da Iggy in un duello all'ultimo sangue, che costa al cagnolino la zampa anteriore sinistra.
- Terence Trent D'Arby (テレンス・T・ダービー?, Terensu T. Dābī) è il fratello minore di Daniel J. D'Arby ed il guardiano del palazzo di Dio. Il suo Stand è Atum, che, come suo fratello, gli permette di trasferire le anime degli sconfitti al gioco dentro delle bambole. A differenza di Daniel preferisce evitare di barare e giocare onestamente. Il suo Stand gli permette inoltre di ottenere dalle anime degli avversari la risposta ad una domanda con un sì o un no, cosa che gli facilita di molto la vittoria. Dopo aver sconfitto Kakyoin in un videogame automobilistico ed averlo trasformato in una bambola, sfida Jotaro ad una partita virtuale di baseball, ma improvvisamente, dopo un avvio che lo vedeva in vantaggio, inizia a subire nonostante legga nella mente di Jotaro i movimenti che ha in mente. Alla fine si scoprirà che in realtà non era Jotaro a usare il controller, ma Joseph con il suo Hermit Purple, e per questo non riusciva ad anticipare le sue mosse. Sconfitto, D'Arby libera l'anima di Kakyoin. Nell'anime è doppiato da Jun'ichi Suwabe.

## Media

### One-shot
Nel 2002 venne pubblicato uno one-shot intitolato Oingo Boingo Brothers Adventure (オインゴとボインゴ兄弟大冒険, Oingo to Boingo Kyōdai Daibōken): il manga, lungo circa 50 pagine, non è altro che una ristampa in bianco e nero di tutte le predizioni dello Stand di Boingo, con l'aggiunta di numerose pagine bianche (a indicazione che lo Stand non abbia ancora finito il suo "lavoro") e di un commento finale scritto da Rohan Kishibe. L'opera è tutt'oggi inedita in Italia.

### Light novel
Dalla serie sono state tratte due light novel illustrate dallo stesso Araki. La prima si intitola Le bizzarre avventure di JoJo - The Genesis of Universe (ジョジョの奇妙な冒険?, Jojo no kimyō na bōken), scritta da Mayori Sekijima e Hiroshi Yamaguchi e pubblicata in Giappone il 4 novembre 1993 da Shueisha e in Italia il 5 dicembre 2003 da Kappa Edizioni. La seconda, intitolata JoJo's Bizarre Adventure Over Heaven, è stata scritta da Nisio Isin ed è uscita il 16 dicembre 2011 in occasione delle celebrazioni per il 25º anniversario della serie.

### Anime

Jotaro Kujo ed il suo stand Star Platinum in una scena dell'anime

L'intera serie è stata adattata in un anime in onda in Giappone dal 4 aprile 2014.

### OAV
Da Stardust Crusaders è stato tratto un anime di tredici OAV, divisi in due serie, la prima da sei OAV (1993) e la seconda da altri sette (2003). La serie di OAV è curata dalla regia di Hidei Futamura, Norobu Furuse, Yasuhito Kikichi e Yasunori Urata, il character design di Junichi Hayama, la fotografia di Hideo Okazaki, le musiche dell'italiano Marco D'Ambrosio e gli effetti sonori della Skywalker Sound di George Lucas. In Italia tutti e 13 gli episodi degli OAV de Le bizzarre avventure di JoJo sono stati riordinati cronologicamente e raccolti in sei DVD editi da Yamato Video dal 2005.
| Nº | Titolo italiano Giapponese 「Kanji」 - Rōmaji                                                                                                | In onda           | In onda |
| Nº | Titolo italiano Giapponese 「Kanji」 - Rōmaji                                                                                                | Giapponese        |         |
| 1  | Lo spirito maligno 「悪霊」 - Akuryō | 5 maggio 2000     |         |
| 2  | Hierophant Green 「法皇の緑」 - Haierofanto Gurīn                                                                                            | 25 agosto 2000    |         |
| 3  | Silver Chariot e Strength 「銀の戦車＆力」 - Shiruba Chariottsu to Sutorengusu                                                               | 27 ottobre 2000   |         |
| 4  | The Emperor e The Hanged-Man 「皇帝と吊られた男」 - Enperā to Hangudoman                                                                     | 27 aprile 2001    |         |
| 5  | Il giudizio 「裁き」 - Sabaki | 27 luglio 2001    |         |
| 6  | Le nebbie della vendetta 「報復の霧」 - Hōfuku no kiri                                                                                       | 28 settembre 2001 |         |
| 7  | Justice 「正義」 - Jasuteisu | 25 gennaio 2002   |         |
| 8  | Iggy the Fool e N'Dour di Geb (parte 1) 「「愚者」のイギーと「ゲブ神」のンドゥール 前編」 - "Za Fūru" no Igī to "Gebu-shin" no Ndūru zenpen  | 19 novembre 1993  |         |
| 9  | Iggy the Fool e N'Ddour di Geb (parte 2) 「「愚者」のイギーと「ゲブ神」のンドゥール 後編」 - "Za Fūru" no Igī to "Gebu-shin" no Ndūru kōhen  | 17 dicembre 1993  |         |
| 10 | D'Arby the Gambler 「ダービー・ザ・ギャンブラー」 - Dabi Za Gyanbura                                                                         | 21 luglio 1994    |         |
| 11 | Dio e The World - Vanilla Ice, il delirio del vuoto 「DIOの世界 亜空の瘴気ヴァニラ・アイス」 - Dio no sekai a sora no shōki Vanira Aisu      | 9 agosto 1994     |         |
| 12 | Dio e The World - Kakyoin: scontro mortale dentro la barriera mistica 「DIOの世界 花京院 結界の死闘」 - Dio no sekai Kakyōin kekkai no shitō | 21 ottobre 1994   |         |
| 13 | Dio e The World - Addio, amici miei! 「DIOの世界 さらば友よ」 - Dio no sekai saraba tomo yo                                                  | 18 novembre 1994  |         |

### Videogiochi
Nel 1998 è uscito JoJo's Bizarre Adventure, videogioco picchiaduro prodotto dalla Capcom, seguito da JoJo's Bizarre Adventure: Heritage for the Future, versione migliorata del videogioco distribuito internazionalmente anche per PlayStation e Dreamcast.